# テニスラケットの定理

テニスラケットの慣性主軸

三つの軸を中心に回転される動画。

古典力学におけるテニスラケットの定理（テニスラケットのていり、英: tennis racket theorem）または中間軸の定理とは、3つの異なった主慣性モーメントをもつ剛体の運動に関する結果の一つである。この定理に基づく現象を1985年に宇宙空間で再発見したロシア人宇宙飛行士ウラジーミル・ジャニベコフにちなんでジャニベコフ効果と呼ばれることもある。ただし、この効果自体は少なくとも150年以上前には知られており、現代の古典力学の教科書にも詳述されているので、ジャニベコフも既に知っていたと思われる。この効果を説明する論文が1991年に出ている。

## 概要
定理の内容は次のとおりである。主慣性モーメントの順に慣性主軸を並べると、「剛体の第1，第3の慣性主軸のまわりの回転は安定しているが、第2の慣性主軸（中間軸）のまわりの回転は不安定である。」
このことは次のような実験で確かめられる。面（ラケットフェイス）を水平にしてテニスラケットのグリップを握り、グリップと垂直かつ面と平行な軸のまわりに1回転するようにラケットを放り上げ、キャッチする。ほとんどの場合、この回転の間に面もまた半回転し、逆の面が上になる。対照的に、（他の軸のまわりに半回転させずに）グリップと平行な軸（第1の軸）のまわりに1回転させることはたやすい。（他の軸のまわりに半回転させずに）面に垂直な軸（第3の軸）のまわりに1回転させることもまたたやすい。
また、スマートフォンを空中に回転させながら放り上げる場合、ピザ回しのように回転させる(第1軸)のと、縦に持ったときに横向きに回転させる(第3軸)のは安定しているが、縦向きに回転させる(第2軸)と横向きにも回転する。
他に本やリモコンなど、3つの異なった主慣性モーメントをもつ物体であれば何を使ってもこの実験はできる。この効果は、回転の軸が第2慣性主軸から大きく乖離していないときにはいつでも起き、空気抵抗や重力とは関係がない。

## 理論

中間軸の不安定性を視覚化したもの。角運動量と運動エネルギーの大きさがいずれも保存されているとき、角速度ベクトルは2つの楕円体の交線上を指し続ける。

テニスラケットの定理はオイラーの運動方程式を用いて定量的に分析できる。トルクがゼロならば、次の方程式が成り立つ：
{\displaystyle {\begin{aligned}I_{1}{\dot {\omega }}_{1}&=(I_{2}-I_{3})\omega _{2}\omega _{3}~~~~~~~~~~~~~~~~~~~~{\text{(1)}}\\I_{2}{\dot {\omega }}_{2}&=(I_{3}-I_{1})\omega _{3}\omega _{1}~~~~~~~~~~~~~~~~~~~~{\text{(2)}}\\I_{3}{\dot {\omega }}_{3}&=(I_{1}-I_{2})\omega _{1}\omega _{2}~~~~~~~~~~~~~~~~~~~~{\text{(3)}}\end{aligned}}}
ここで {\displaystyle I_{1},I_{2},I_{3}} は物体の主慣性モーメントを表し、 {\displaystyle I_{1}<I_{2}<I_{3}} であるとする。物体の3つの慣性主軸のまわりの角速度を {\displaystyle \omega _{1},\omega _{2},\omega _{3}} それらの時間微分を {\displaystyle {\dot {\omega }}_{1},{\dot {\omega }}_{2},{\dot {\omega }}_{3}} で表す。

### 第1慣性主軸のまわりの回転の安定性
第1慣性主軸（主慣性モーメント {\displaystyle I_{1}} ）のまわりの回転を考える。つり合いでの性質（the nature of equilibrium）を決定するため、他の2軸のまわりの角速度の初期値は小さいものと仮定する。このとき式 (1) から、{\displaystyle ~{\dot {\omega }}_{1}} は非常に小さくなる。よって、{\displaystyle ~\omega _{1}} の時間変化は無視してよい。
ここで式 (2) を微分し、式 (3) を代入すると
{\displaystyle {\begin{aligned}I_{2}I_{3}{\ddot {\omega }}_{2}&=(I_{3}-I_{1})(I_{1}-I_{2})(\omega _{1})^{2}\omega _{2}\\{\text{i.e.}}~~~~{\ddot {\omega }}_{2}&={\text{(negative quantity)}}\cdot \omega _{2}\end{aligned}}}
{\displaystyle \omega _{2}} が（その2階時間微分と）逆向きなので、この軸のまわりの回転は安定する。
同様に考えて、{\displaystyle I_{3}} に対応した軸まわりの回転も安定的である。

### 第2慣性主軸のまわりの回転の不安定性
次は同じことを主慣性モーメント {\displaystyle I_{2}} に対して考える。今度は {\displaystyle {\dot {\omega }}_{2}} が非常に小さい。よって {\displaystyle ~\omega _{2}} の時間変化は無視できる。
ここで式 (1) を微分して式 (3) を代入すると
{\displaystyle {\begin{aligned}I_{1}I_{3}{\ddot {\omega }}_{1}&=(I_{2}-I_{3})(I_{1}-I_{2})(\omega _{2})^{2}\omega _{1}\\{\text{i.e.}}~~~~{\ddot {\omega }}_{1}&={\text{(positive quantity)}}\cdot \omega _{1}\end{aligned}}}
今度は {\displaystyle \omega _{1}}  が（その2階時間微分と）逆向きでない（よって一方向に増幅していく）ことに注意すると、第2軸のまわりの回転は不安定である。このようにして、他の軸のまわりの揺らぎがたとえわずかであったとしても物体をひっくり返す。